# 皇越地輿誌
《皇越地輿誌》（越南语：／）是越南阮朝潘輝注編纂的一部地理志，成書於明命十四年（1833年）。

## 內容
《皇越地舆誌》共分兩卷，按照歸附阮朝的先後順序，介紹阮朝治下的每一鎮營，每鎮營記其名稱、位置、疆界、物產、山川、名勝、風俗、遺跡、州府數量、沿革等內容。
- 卷一：介紹原順化處，今承天府（今承天順化省）、廣治營（今廣治省）、廣平營（今廣平省）情況；其次介紹原廣南處，今廣南營（今廣南省和峴港市）、廣義鎮（今廣義省）、平定鎮（今平定省）情況；再介紹阮主時期開拓的今富安鎮（今富安省）、慶和鎮（今慶和省）、平順鎮（今平順省和寧順省）、藩安鎮（今胡志明市）、邊和鎮（今同狔省）、永清鎮（今永隆省）、定祥鎮和河仙鎮（今堅江省和金甌省）；最後介紹昇隆城、南定鎮（舊山南下鎮）、京北鎮、山西鎮、海陽鎮。
- 卷二：介紹安廣鎮、興化鎮、宣光鎮、太原鎮、高平鎮、諒山鎮、清華鎮（附寧平道，舊清華外鎮）、乂安鎮。

## 流傳情況
此書流傳較廣，書一纂成，就即付印，現存最早印本即是明命十四年印本，越南會文堂、廣文堂、觀文堂、聚文堂、中國佛山金玉樓都曾翻刻過此書。2008年，中國《域外漢籍珍本文庫》曾據明命十四年刊本影印出版，列入《域外漢籍珍本文庫·第一輯·史部》第三冊。